# أصول السماع
أصول السماع هي رسالة فارسية كتبها خواجة فخر الدين زرادي، وهو صوفي وتلميذ نظام الدين أولياء.   الكتاب مستوحى من أصول السماع، وهو تجمع صوفى. وقد أثبت أن استعمال بعض الآلات الموسيقية ليس حرامًا في الشريعة الإسلامية. تُرجم الكتاب إلى اللغات العربية والأردية والهندية والإنجليزية. ومن المعروف أن الزرادي كتب معاهدتين في مسألة السماع، ولكن واحدة فقط بقيت حتى اليوم.

## روابط خارجية
- رسالة أصول السماء في أرشيف الإنترنت